# Astrid Albrecht-Heide
Astrid Albrecht-Heide (* November 1938 in Pinneberg, Holstein) ist eine deutsche Sozialisationsforscherin, Friedensforscherin und freie Autorin.

## Leben
Astrid Albrecht-Heide arbeitete zunächst als Schreibkraft in Hamburg und als Dienstmädchen in London, bevor sie 1961 die Hochschulreife am Braunschweig-Kolleg nachholte. In Hamburg und Berlin studierte sie unter anderem Germanistik, Anglistik, Philosophie, Erziehungswissenschaft, Soziologie und Psychologie. Anschließend war sie von 1969 bis 1971 wissenschaftliche Mitarbeiterin beim Aufbau des interdisziplinären Sonderforschungsbereichs „Lateinamerika“ an der Universität Hamburg. Nach ihrer Promotion über den zweiten Bildungsweg im Grenzbereich zwischen Erziehungswissenschaft und Soziologie an der Universität Hamburg 1972 arbeitete Albrecht-Heide bis 1977 als wissenschaftliche Assistentin für „Soziologie der Erziehung“ am Fachbereich Erziehungswissenschaft der Freien Universität Berlin. Danach wirkte sie bis 2004 als Professorin für Sozialisationsforschung an der Technischen Universität Berlin.

## Leistungen
Astrid Albrecht-Heide ist Mitbegründerin des „Women’s Network of the International Peace Research Association (IPRA)“ (1976). Sie verfasste ab 1978 den bundesdeutschen Beitrag für „Critical Evaluation of European Studies on the Cultural and Human Aspects of Migration“, gefördert durch die European Science Foundation, und arbeitete in dieser Zeit an der Studie „Das gesellschaftliche und politische Engagement der Ausländer“ für die Planungsleitstelle der Senatskanzlei des Regierenden Bürgermeisters von Berlin (West) mit.
Die beiden internationalen Fachtagungen des „Women’s Network of the International Peace Research Association (IPRA)“ in den Niederlanden (1978) und Finnland (1981) gestaltete Albrecht-Heide mit. Ihr Forschungsprojekt „Rolle und Funktion von Frauen im Militär“ (1978–80) wurde von der Deutschen Gesellschaft für Friedens- und Konfliktforschung (DGFK) gefördert. Im Auftrag des Ministeriums für Arbeit, Gesundheit und Soziales (MAG) des Landes Nordrhein-Westfalen arbeitete sie zwischen 1979 und 1981 am Pilotprojekt der Frauenforschung „Zwischen Schule und Beruf“. Zudem war Astrid Albrecht-Heide von 1979 bis 1982 Mitglied im „Landesbeirat für Familienfragen“ beim Senator für Familie, Jugend und Sport, Berlin (West) sowie 1980 Mitglied im Ausschuss „Berufliche Integration ausländischer Jugendlicher“ im Landesausschuss für Berufsbildung, Berlin (West).
Das Bund-Länder-Modellprojekt „Analyse der Lebenswelt türkischer und kurdischer Frauen in zwei Berliner Bezirken und die Möglichkeit von Bildungs- und Weiterbildungsmöglichkeiten mit ihnen“, dessen wissenschaftliche Leitung sie innehatte, hatte die Einrichtung von zwei Bildungs- und Beratungsläden in Neukölln und Spandau zum Ziel. Als Chefredakteurin der Kulturzeitschrift „RADIUS“ (1982–1990) war Albrecht-Heide ebenso aktiv wie als Vertrauensdozentin der Hans-Böckler-Stiftung (1986–2006). Sie war Mitglied im Beirat des Bereichs „Integrationsforschung und Ausländerpädagogik“ am Deutschen Jugendinstitut München (1984–86), im wissenschaftlichen Beirat beim „Institut für Technik und Sozialwissenschaft e.V. Berlin (tesof e. V.)“ (1986–2004) und im „Beirat für die wissenschaftliche Beratung der Gesamtschule“ beim Senator für Schule, Berufsbildung und Sport, Berlin (West) (1988–90). 1989–91 arbeitete sie am Forschungsprojekt „Frauen und Militär. Sozialpsychologische und politisch-psychologische Implikation einer schleichenden Integration von Frauen in die Bundeswehr“, gefördert durch die „Berghof Stiftung für Konfliktforschung“.
Als erste Frau in der Geschichte dieser Wissenschaftskommunität wurde sie 1990 erste Vorsitzende der „Arbeitsgemeinschaft für Friedens- und Konfliktforschung (AFK)“. Albrecht-Heide arbeitete ab 1990 an dem Projekt „Wissenschaftliche Beiträge zur Entwicklung des Europäischen Friedensprozesses“ der Fern-Universität Hagen mit und war seit 1991 Gutachterin im DFG-Schwerpunktprogramm „FABER (Folgen der Arbeitsmigration für Bildung und Erziehung)“.
In Österreich war sie 1991–1994 als Member of the Corps Faculty of the „European Peace University“ in Schlaining aktiv und nahm 1993 an der Anhörung der Österreichischen Bundesministerin für Frauenangelegenheit zur Kampagne „Gewalt gegen FRAUEN gegen Gewalt“ teil. Sie war 1995–2004 Mitglied der 1980 gegründeten „Arbeitsstelle Sozial-, Kultur- und Erziehungswissenschaftliche Frauen- und Geschlechterforschung“ an der Technischen Universität Berlin und hatte 1998–2003 die informelle wissenschaftliche Beratung für die „Gesellschaft zur Unterstützung von Gefolterten und Verfolgten e.V.“ in Hamburg inne. Anlässlich der EXPO in Hannover wurde Albrecht-Heide 1999 Dean of Project Area „Migration“ of the „International Women’s University >Technology and Culture< (ifu)“. Sie war als Mitglied der internationalen Gutachter(innen)gruppe für das Bundesministerium für Wissenschaft und Verkehr in Wien, für die Ausschreibung „Universitäten forschen für die Gesellschaft: ‚Friedenssicherung und Vermeidung von Gewalt’“ (2000) sowie als Fachgutachterin für die Rosa-Luxemburg-Stiftung (2001) tätig.

## Werke (Auswahl)

### Bücher (alleinige Autorin)
- Bildungsaufstieg durch Deformation. Studenten des zweiten Bildungsweges vom Braunschweig-Kolleg. Fundament-Verlag Dr. Sasse & Co., Hamburg 1972
- Entfremdung statt Emanzipation. Sozialisationsbedingungen des zweiten Bildungsweges. Athenäum, Frankfurt/M. 1974

### Bücher (gemeinsam mit anderen)
- Ungleichheit der Bildungschancen als Faktor der Diskriminierung von Mädchen und Frauen unter besonderer Berücksichtigung des Sekundarschulwesens (= Bildung und Gesellschaft, Band 3). Technische Universität, Berlin 1978
- Zwischen Schule und Beruf. Bildungssituation von Mädchen und Frauen in Nordrhein-Westfalen. MAGS, Düsseldorf 1981
- Militärdienst für Frauen?. Campus, Frankfurt/M./New York 1982
- Analyse der Lebenswelt türkischer und kurdischer Frauen in zwei Berliner Bezirken. Senat für Gesundheit, Familie und Soziales, Berlin 1984
- Frauen – Krieg – Militär. Images und Phantasien. Verein für Friedenspädagogik, Tübingen 1991

### Beiträge in Büchern (alleinige Autorin)
- Grundzüge der Migrantenkinderforschung in der Bundesrepublik Deutschland. In: Riitta Yletyinen: Probleme der Zweisprachigkeit bei Migrantenkindern (= Bildung und Gesellschaft, Band 2). Technische Universität, Berlin 1978, S. 99–129
- Die Funktion von Frauen im Militär. In: Studiengruppe Militärpolitik (Hrsg.): Aufrüsten, um abzurüsten?. Rowohlt, Reinbek 1980, S. 239–249
- The Peaceful Sex. In: Wendy Chapkis (Ed.): Loaded Questions. Women in the Military. Transnational Institute, Amsterdam/Washington DC 1981, S. 83–87
- Das Verhältnis von Mädchen und Frauen zur Gewalt. In: Christiane Rajewsky (Hrsg.): Rüstung und Krieg. Zur Vermittlung von Friedensforschung. Haag + Herchen, Frankfurt 1983, S. 261–273
- Frau Macht (macht?) Militär. In: Barbara Schaeffer-Hegel (Hrsg.): Frauen und Macht. Der alltägliche Beitrag der Frauen zur Politik des Patriarchats. res publica, Berlin 1984, S. 293–318
- Männliche Helden – Weibliche Tränen. Über die innere Kolonisierung von Mädchen im Patriarchat. In: Christian Büttner (Hrsg.): Die Rebellion der Mädchen (= Jahrbuch der Kindheit, Band 3). Beltz, Weinheim/Basel 1986, S. 51–64
- Militarization of Women – Current Trends: Federal Republic of Germany. In: Eva Isaksson (Ed.): Women and the Military System. Harvester.Wheatsheaf, New York 1988, S. 334–342
- Women and War: Victims and Collaborators. In: Eva Isaksson (Ed.): Women and the Military System. Harvester.Wheatscheaf, New York 1988, S. 114–129
- Erziehung zur ‚Weiblichkeit’ durch Militär und Militarismus. In: Friedhelm Zubke (Hrsg.): Politische Pädagogik. Beiträge zur Humanisierung der Gesellschaft. Deutscher Studien-Verlag, Weinheim 1990, S. 345–357
- Zweiter Bildungsweg – Institutionalisierte Chance für emanzipative Bildungsprozesse für Erwachsene? In: Norbert Kluge u. a. (Hrsg.) Vom Lehrling zum Akademiker. Neue Wege des Hochschulzugangs für berufserfahrene Erwachsene. bis, Oldenburg 1990, S. 183–204
- Militär und Patriarchat. In: Wilfried Karl u. a. (Hrsg.): Die Zukunft des Militärs in Industriegesellschaften. Nomos, Baden-Baden 1991, S. 109–131
- Patriarchy, Military Culture and European Nation States. In: Karl Birnbaum et al. (Eds.): Towards a Future European Peace Order?. Macmillan Academic and Professional, Hampshire/London 1991, S. 161–181
- Frauen und Gewalt im Schnittfeld zwischen Frauen-, Friedens- und Konfliktforschung. In: Günther Bächler (Hrsg.): Friedens- und Konfliktforschung in Zeiten des Umbruchs. Peace and Conflict Research in Times of Radical Change. Rüegger, Zürich 1992, S. 87–99
- Über die Friedensunfähigkeit des „weißen“, disziplinierten, bürgerlichen Herrschaftssubjektes. In: Peter Krasemann (Hrsg.): Der Krieg – ein Kulturphänomen?. Aufbau-Verlag, Berlin 1992, S. 201–231
- Frieden ist nicht herrschaftsfähig, oder: 16 Sätze zum Thema. In: Gewalt gegen FRAUEN gegen Gewalt. BfF, Wien 1992/93, Bd. 2, S. 239–251
- Ordnung und Disziplinierung in patriarchatskritischer Sicht. In: Klaus-Dieter Wolf (Hrsg.): Ordnung zwischen Gewaltproduktion und Friedensstiftung. Nomos, Baden-Baden 1993, S. 185–200
- Herrschaftssubjekt und Dominanzkultur – Über die Konstruktion der neuzeitlichen dichotomen Geschlechterhierarchie als e i n Element der Dominanzkultur. In: Annette Bertrams (Hrsg.): Dichotomie, Dominanz und Differenz. Deutscher Studien Verlag, Weinheim 1995, S. 191–204
- Alltagsgewalt – Dominanzkultur – Konfliktbearbeitung: ein herrschaftskritischer Aufriß. In: Wolfgang R. Vogt (Hrsg.): Gewalt und Konfliktbearbeitung. Nomos, Baden-Baden 1997, S. 141–150
- Wege aus der Gewalt in der Dominanzkultur. In: Wolfgang R. Vogt (Hrsg.): Kultur des Friedens: Wege zu einer Welt ohne Krieg. Wissenschaftliche Buchgesellschaft, Darmstadt 1997, Bogen 40–43
- Race, Class und Gender in der Bundeswehr nach der Wende. In: Gerhard Kümmel u. a. (Hrsg.): Military Sociology. The Richness of a Discipline. Nomos, Baden-Baden 2000, S. 418–439
- Die Bundeswehr im Spannungsfeld von Sexismus, Rassismus und Klassismus. In: Ulrich Cremer u. a. (Hrsg.): Die Bundeswehr in der neuen Weltordnung. VSA, Hamburg 2000, S. 153–173
- Weißsein und Erziehungswissenschaft. In: Maureen Maisha Eggers u. a. (Hrsg.): Mythen, Masken und Subjekte. Kritische Weißseinsforschung in Deutschland. Unrast, Münster 2005, S. 444–459
- Hochschule als (neoliberaler) Tatort. In: Jens Sambale u. a. (Hrsg.): Das Elend der Universitäten. Neoliberalisierung deutscher Hochschulpolitik. Westfälisches Dampfboot, Münster 2008, S. 173–190
- Versuch der Aufklärung von Motivlagen von Forschenden innerhalb historisch hergestellter Hierarchien von Täter-Opfer-Konstruktionen. In: Adriane Feustel u. a. (Hrsg.): Die Vertreibung des Sozialen.et+k, München 2009, S. 200–215
- Die Pazifistin Charlotte Leonhard (1892–1987). In: Hiltrud Häntzschel u. a. (Hrsg.): Politik – Parteiarbeit – Pazifismus in der Emigration. Frauen handeln. et+k, München 2010, S. 190–205

### Beiträge in Büchern (gemeinsam mit anderen)
- Frauen in die Bundeswehr? Zur Beantwortung einer fremdbestimmten Frage. In: Christa Randzio-Plath (Hrsg.): Was geht uns Frauen der Krieg an?. Rowohlt, Reinbek 1982, S. 25–44
- Sprache und Rüstung. Eine feministisch-kritische Übung. In: Thomas Dominikowski u. a. (Hrsg.) Dem Humanismus verpflichtet. Zur Aktualität pazifistischen Engagements. agenda, Münster 1994, S. 77–83
- Lebensformen und Sexualität – Vielfalt quer zu patriarchalen Leitbildern. In: Jutta Hartmann (Hrsg.): Lebensformen und Sexualität. Herrschaftskritische Analysen und pädagogische Perspektiven. Kleine, Bielefeld 1998, S. 20–28

### Beiträge in Zeitschriften
- Das Verhältnis von Frauen zu Gewalt und Militär. In: Anstösse, H. 4/1985, S. 149–157
- Frauen, Militär und die Zukunft der Armeen. In: DIALOG, Beiträge zur Friedensforschung, Bd. 19, H. 3–4/1990, S. 36–53
- Patriarchat, Militär und der moderne Nationalstaat. In: ami, 20. Jg. (1990), H. 6, S. 21–36
- Friedensforschung auf dem Weg zur Nadelstreifenwissenschaft? In: ami, 22. Jg. (1992), H. 6, S. 41–45
- Lob der unabgeschlossenen Vernunft. In: Zeitschrift für Politische Psychologie. Heft 1+2/1995, S. 196–200
- Ist Kriegsursachenforschung ohne vielfältigen Perspektivwechsel vielleicht gar ohne hemmungslosen Eklektizismus möglich? In: Ethik und Sozialwissenschaft, H. 3/1997, S. 159–161
- Die Bundeswehr nach der „Wende“ im Spannungsfeld von Sexismus, Rassismus und Klassismus. In: hypathia, H. 10/1998, S. 24–34
- Unterhalb der Wahrnehmungsebene Oder: Der Verlust des Mitgefühls. In: Forum Kritische Psychologie, Nr. 41/1999, S. 168–176
- Gedanken zur Kindheit als Investitionsphase. In: Ästhetik & Kommunikation, 39. Jg. (2008) H. 142, S. 43–48 (online)
- Gönnerhaftes Globales Lernen. Ein Plädoyer für den kritischen Umgang mit Weißsein. In: iz3w, Nr. 329, März/April 2012, D.14f